# Henrik Håkansson (konstnär)
Henrik Håkansson, född 1968 i Helsingborg,  är en svensk konstnär. Håkansson arbetar med videor, ljudverk och installationer som primärt rör sig kring djur och natur.
Han fick Sten A Olssons kulturstipendium 2011 och Konstnärsnämndens stora stipendium 2020.